# Bedatu Hirpa
Bedatu Hirpa (* 28. April 1999) ist eine äthiopische Langstreckenläuferin, die sich auf den Marathonlauf spezialisiert hat. 

## Sportliche Karriere
International in Erscheinung trat Bedatu Hirpa, als sie 2015 im kolumbianischen Cali U18-Weltmeisterin im 1500-Meter-Lauf wurde.
Bei ihrem Marathondebüt 2017 wurde sie in Madrid in einer Zeit von 2:34:47 h Dritte. Im selben Jahr gewann sie den Athen-Marathon.
2024 siegte sie sowohl beim Prag-Marathon als auch beim Marathon in Riad.
Im Januar 2025 gewann sie den Dubai-Marathon in persönlicher Bestzeit von 2:18:27 h. Wenige Monate später holte sie im. April 2025 in 2:20:45 h ihren zweiten Saisonsieg beim Paris-Marathon.

## Erfolge
- 2015 U18-Weltmeisterschaft, 1500 m, 1. Platz, 4:12,92 min
- 2017 Madrid-Marathon, 3. Platz. 2:34:47 h (Marathondebüt)
- 2017 Athen-Marathon 1. Platz
- 2018 Sevilla-Marathon 3. Platz
- 2018 Frankfurt-Marathon 3. Platz
- 2024 Prag-Marathon 1. Platz
- 2024 Riad-Marathon 1. Platz
- 2025 Dubai-Marathon 1. Platz 2:18:27 h (persönliche Bestzeit)
- 2025 Paris-Marathon 1. Platz 2:20:45 h